# Arsínoe (Cilícia)
Arsínoe (em grego: Ἀρσινόη) foi uma antiga cidade grega portuária na costa meridional da Anatólia, na Cilícia ou na Panfília, provavelmente situada entre Anemorion (atual Anamur) e Celenderis (atual Aydıncık), perto da cidade atual de Bozyazı, província de Mersin, Turquia.
Foi fundada provavelmente depois de 278 a.C. por  Ptolemeu II, faraó do Egito e batizada com o nome da sua esposa e irmã, Arsínoe II (316270 a.C.). A cidade é mencionada por Estrabão, que a situa a leste e a pouca distância de Coracésio, a moderna Alanya, se bem que alguns autores considerem que essa Arsínoe a que Estrabão se refere, seja afinal Sydrie, Syedra[a] ou Aunesis, com a grafia errada.
A existência de uma cidade com o nome de Arsínoe na área de fronteira entre a Cilícia e a Panfília é testemunhada por uma inscrição do século III a.C. dedicada a um certo Teodoro, filho de Demétrio, originário de "Arsínoe na Panfília", descoberta em Chipre e por uma urna funerária do início do século I d.C. onde foi sepultado um cidadão de "Arsínoe na Panfília".
Segundo a análise cruzada de fontes históricas como Estrabão, Plínio, Stadiasmus e outras, publicada em 1824 por William Martin Leake (1777–1860), a Arsínoe da Cilícia situar-se-ia nas ruínas de Softa Kalesi (ou Sokhta Kálesi), um castelo mais recente, ou nas suas imediações. Este castelo encontrava-se imediatamente a oeste de Bozyazı e por abaixo dele havia um porto, o que correspondia à descrição de Estrabão. No lado oriental do porto há uma península que está coberta de ruínas. Segundo Francis Beaufort (1774–1857), o local situava-se a leste de Anemur e a ocidente, e próximo, do cabo Kizliman (Kızil Burnu).